# (7524) 1991 RW19
A (7524) 1991 RW19 a Naprendszer kisbolygóövében található aszteroida. Henry E. Holt fedezte fel 1991. szeptember 14-én.